# Trinitee Stokes
Trinitee Stokes (Jackson, Mississippi, 2006. április 12. –) amerikai színésznő, énekesnő és divattervező.
Legismertebb alakítása Judy Cooper a 2015 és 2018 között futó K.C., a tinikém című sorozatban. A Coop és Cami megkérdezi! című sorozatban is szerepelt.

## Pályafutása
Stokes hároméves korában kezdte el a színészi karrierjét a helyi színházban. Azóta számos népszerű márka reklámjában szerepel, többek közt aa Kellogg's, a Carrier és a McDonald's. Első jelentős szerepe a Tempting Fate című 2014-es játékfilmben vol. 2015-ben a Disney Channel K.C., a tinikém című sorozatában szerepelt Judy Cooper szerepében. Egy részben szerepelt az Austin és Ally című sorozatban. 2017-ben Laura-ként szerepelt a TV Land sorozatában a Pedagógerekben.

## Filmográfia

### Film
| Év   | Magyar cím | Eredeti cím    | Szerep           | Magyar hang |
| ---- | ---------- | -------------- | ---------------- | ----------- |
| 2015 |            | That One Smile | Marcy fiatalon   |             |
| 2015 |            | Tempting Fate  | Adaeze           |             |
| 2014 |            | Missi          | Missi fiatalon   |             |
| 2013 |            | Red Phone      | Elaine Whitfield |             |
| 2013 |            | Daddy and Me   | Destiny          |             |

### Televízió
| Év        | Magyar cím               | Eredeti cím               | Szerep      | Megjegyzések                                                              |
| --------- | ------------------------ | ------------------------- | ----------- | ------------------------------------------------------------------------- |
| 2019–2021 |                          | Mixed-ish                 | Tamika      | mellékszereplő                                                            |
| 2019–     | Coop és Cami megkérdezi! | Coop & Cami Ask the World | Neve        | mellékszereplő                                                            |
| 2018      |                          | All About the Washingtons | Brianna     | 1 epizód: Papa Said Log You Out                                           |
| 2017      |                          | Mani                      | önmaga      | 1 epizód: Cat Fight                                                       |
| 2017      | Fehér hó                 | Snowfall                  | Lorraine    | 2 epizód                                                                  |
| 2017      | Pedagógerek              | Teachers                  | Lauren      | 1 epizód: Brokebitch Mountain                                             |
| 2015      | Austin és Ally           | Austin & Ally             | Judy Cooper | 1 epizód: Rémes szellemek és Rémtörténetek                                |
| 2015–2018 | K.C., a tinikém          | K.C. Undercover           | Judy Cooper | főszereplő magyar hangja Koller Virág (1. évad) Hermann Lilla (2–3. évad) |
| 2013      |                          | The Designer Kids Project | önmaga      | műsorvezető                                                               |